# Nordic Mobile Telephone

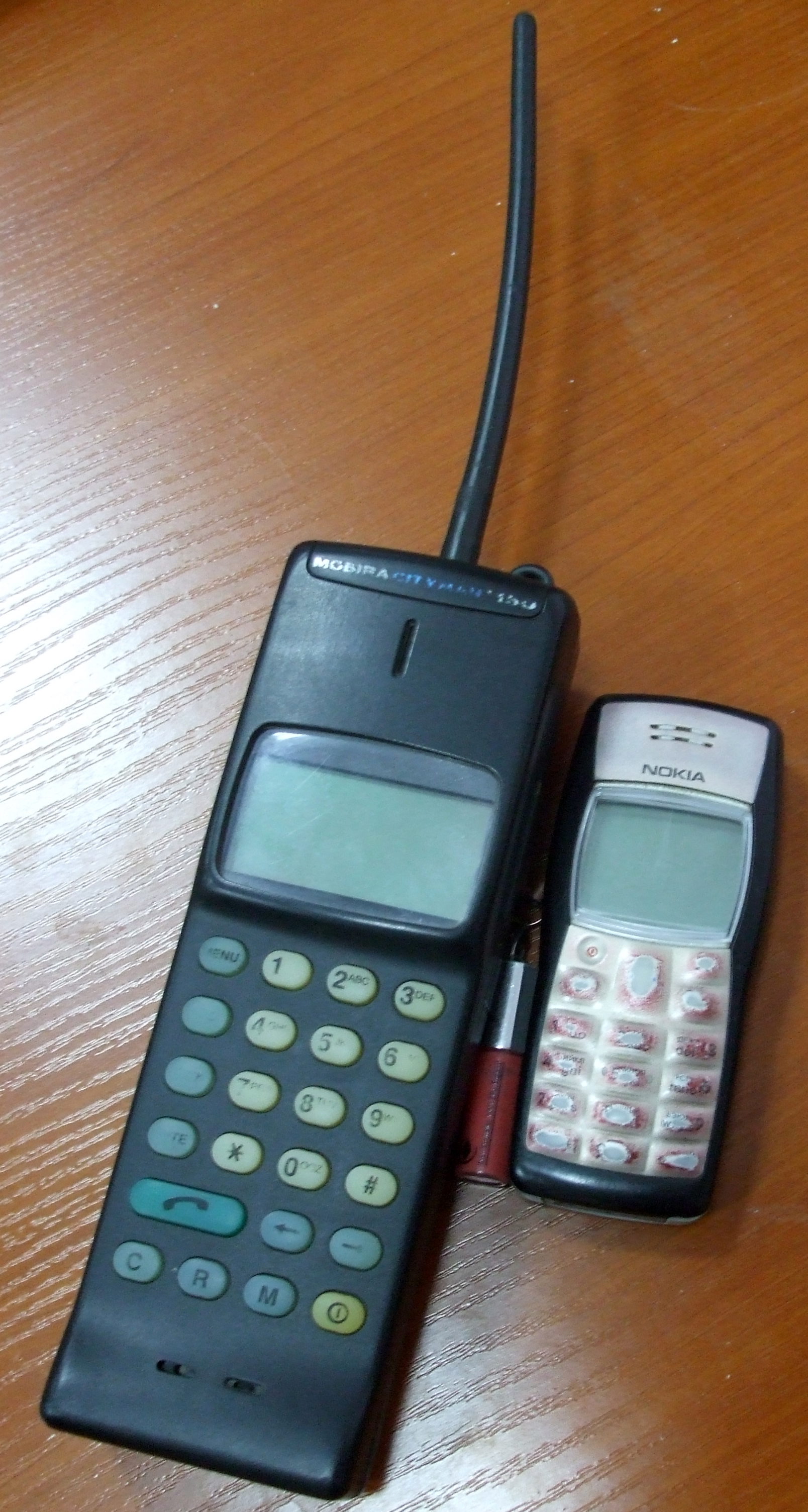
Nokia-Mobiltelefon von 1989 für das NMT-System (links) im Vergleich zu einem GSM-Gerät von 2003 (rechts)

Das Nordic Mobile Telephone (Nordisk MobilTelefoni oder Nordiska MobilTelefoni-gruppen, abgekürzt NMT) ist ein Mobiltelefonsystem aus Skandinavien. Die Planungen begannen 1970 und der Betrieb 1981. Es war der Nachfolger der analogen, handvermittelten Funktelefonsysteme der 1. Generation: ARP (150 MHz) in Finnland und MTD (450 MHz) in Schweden, Norwegen und Dänemark. NMT ist ein analoges System und wurde als NMT-450 begonnen. Die Übertragung erfolgte unverschlüsselt, so dass mit jedem Funkscanner ein Mithören möglich war. Im Jahr 1986 kam NMT-900 dazu. Es bietet mehr Kanäle als NMT-450. 
In der Schweiz wurde dieses System als Natel C bezeichnet. In Österreich war das System als C-Netz von 1984 bis 1997 in Betrieb. 
In Island wurde das von Síminn betriebene System 2010 abgeschaltet, im Gegenzug wurde die GSM-Versorgung auch in abgelegenen Orten verbessert.
Heute ist das System in Russland noch in Gebrauch. 